# Forsån
Der Forsån ist ein 12,5 Kilometer langer Fluss in der Gemeinde Örnsköldsvik in der schwedischen Provinz Västernorrlands län. Er entspringt im Västergundsjösjön und fließt von dort in südlicher Richtung zum Yttergundsjön. Dort biegt er nach Nordwesten ab und fließt fast bis Gottne, macht dort einen kurzen Knick nach Süden und mündet einen halben Kilometer südlich der Mündung des Utteråns in den Moälven in selbigen.